# Ierciîha, Burîn
Ierciîha (în ucraineană Єрчиха) este un sat în comuna Cerepivka din raionul Burîn, regiunea Sumî, Ucraina.

## Demografie
Componența lingvistică a localității Ierciîha
     Ucraineană (100%)
Conform recensământului din 2001, toată populația localității Ierciîha era vorbitoare de ucraineană (100%).